# Callospermophilus madrensis
Callospermophilus madrensis är en däggdjursart som först beskrevs av Clinton Hart Merriam 1901.  Spermophilus madrensis ingår i släktet Callospermophilus, och familjen ekorrar. Inga underarter finns listade.

## Beskrivning
En tämligen liten sisel med en kroppslängd mellan 21 och 25 cm samt en vikt mellan 100 och 200 g. Huvudet är nötbrunt med en ljust beige ring kring ögat och kanelbruna hår på öronen. Större delen av ovansidan är gråbrun, mörkare mot bakdel och höfter. På ryggen har den otydliga, mörka streck.

## Ekologi
Callospermophilus madrensis förekommer endast i alpina tallskogar på höjder mellan 3 000 och 3 750 m. Förutom tall kan det även finnas poppel, Pseudotsuga och en. Mycket litet är känt om djurets vanor, men man antar att det, som de flesta sislar, främst är växtätande. Fynd av dräktiga och digivande honor gör det troligt att parningen sker på försommaren, och att ungarna föds före juli månad. Troliga predatorer är vargar och pumor.

## Utbredning
Arten finns endast i sydvästra Chihuahua i Mexiko.

## Status
IUCN kategoriserar arten globalt som nära hotad. Den är vanlig inom sitt begränsade habitat, men just för att den är så hårt bunden till en naturtyp, tallskog, är den mycket känslig för den skogsavverkning som pågår.